# Гвоздика волжская
Гвозди́ка во́лжская (лат. Dianthus volgicus) — вид двудольных растений рода Гвоздика (Dianthus) семейства Гвоздичные (Caryophyllaceae). Впервые описан российским ботаником Сергеем Васильевичем Юзепчуком в 1950 году.

## Распространение и среда обитания
Эндемик европейской части России, очень редкий вид со Среднего Поволжья. Типовой экземпляр собран в Самарской области.
Растёт на песчаных местах.

## Ботаническое описание
Полукустарничек высотой до 30 см, растущий обособленно или небольшими группами.
Листья короткие, игловидные.
Цветки белые с перисторазделёнными отгибом на лепестках, по 3—8, иногда 1—2 на растении.
Плод — коробочка.
Цветёт в июне и июле, плодоносит в июле и августе.
Число хромосом — 2n=30 (популяция с Жигулёвска Самарской области).

## Значение
Благодаря своей высокой декоративности считается заслуживающей введения в культуру.

## Природоохранная ситуация
Занесена в Красные книги Самарской, Саратовской и Ульяновской областей. Вид немногочисленен на всём ареале, но численность растений стабильна. Гвоздика волжская имеет слабую конкурентоспособность, требовательна к почве, не переносит затемнения и задернения. Популяции страдают также от сбора цветов на букеты и чрезмерной рекреации.